# Almir Velagić
Almir Velagić (Livno, 22 agosto 1981) è un sollevatore bosniaco naturalizzato tedesco che ha gareggiato nella categoria dei pesi supermassimi.

## Carriera
Cittadino tedesco dal 2000, partecipò a tre edizioni dei Giochi olimpici: a Pechino nel 2008, classificandosi ottavo, a Londra nel 2012, piazzandosi ottavo, e a Rio de Janeiro nel 2016, piazzandosi nono. Vinse tre medaglie ai campionati europei (due d'argento e una di bronzo) tra il 2009 e il 2015. Dopo il ritiro dall'attività agonistica diventa allenatore.